# New York Shipbuilding Corporation

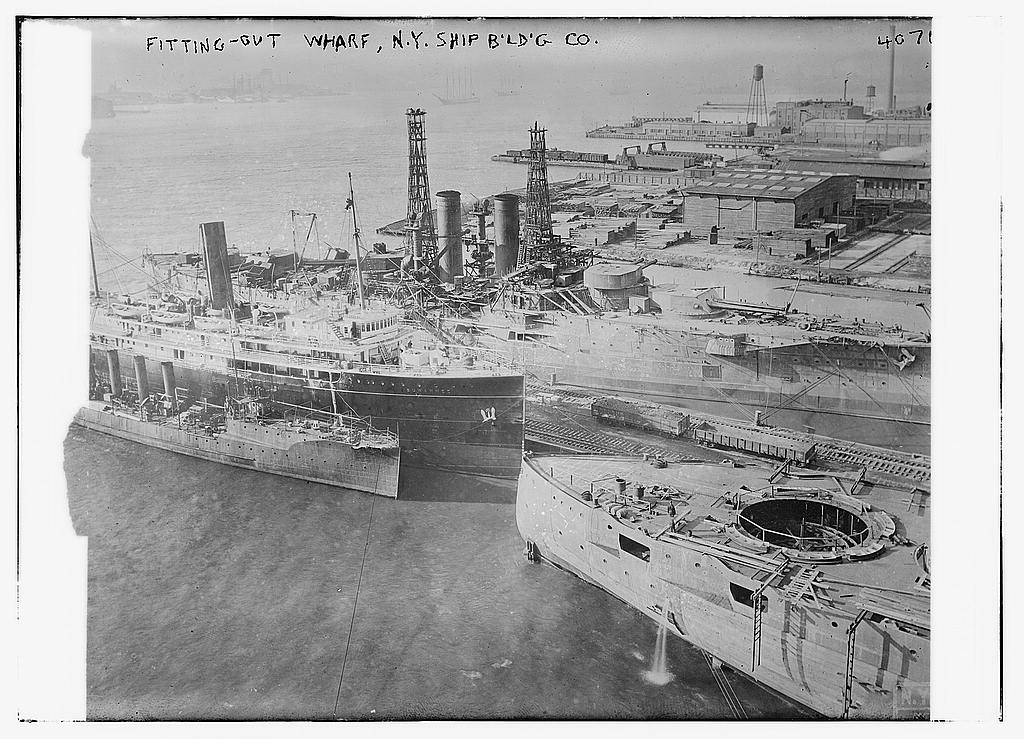
Widok na zakłady New York Shipbuilding Corporation, około roku 1912; widoczne niemal skończone pancerniki USS „Arkansas” (BB-33) i USS „Utah” (BB-31), oraz niszczyciel USS „Ammen” (DD-35) i cywilny linowiec „Suwantee” – przyszły SS „Poznań”

New York Shipbuilding Corporation (skrótowo: New York Ship) – amerykańskie przedsiębiorstwo przemysłu stoczniowego działające w latach 1899–1967. Założycielem był Henry Morse. W latach 20. i 40. XX wieku, dzięki kontraktom wojskowym, była największą stocznią na świecie. Powstało w niej ponad 670 statków i okrętów, w tym 13 lotniskowców, 25 krążowników, 51 niszczycieli i 3 atomowe okręty podwodne. Ze składników jej majątku powstała South Jersey Port Corporation.
Przedsiębiorstwo założył inżynier i wynalazca Henry G. Morse. Wcześniej przez 25 lat budował mosty żelazne i tunele, a ostatnie dwa lata był prezesem stoczni Harlan & Hollingsworth. Z pomocą finansową, m.in. Andrew Mellona i Henry'ego Fricka założył własną stocznię.
Pomimo nazwy, przedsiębiorstwo powstało i działało w Camden w stanie New Jersey. Stało się tak, ponieważ Morse rzeczywiście planował działać w Nowym Jorku (Staten Island), i tam zarejestrował firmę, jednak w ostatniej chwili nie doszło transakcji nabycia niezbędnych gruntów. Założoną już firmę pozostawiono, ale działalność rozpoczęła w Camden – mieście nad dużą rzeką i z rozwiniętym przemysłem żelaznym. Firmę założył w 1899 a rok później rozpoczęła działalność.
Już w pierwszej dekadzie działalności stocznia stała się ważnym przedsiębiorstwem branży, z szerokim portfolio statków cywilnych i okrętów wojennych. Pierwszym okrętem zamówionym przez US Navy był USS „Washington” (ACR-11). W 1907 stocznię opuścił pierwszy pancernik, USS „Kansas” (BB-21).
W czasie prohibicji stocznia, na zlecenie departamentu skarbu, produkowała statki dla United States Revenue Cutter Service, morskiej służby celnej zwalczającej nielegalny handel rumem.
W czasie I wojny światowej potrzebny stoczni były tak duże, że na jej potrzeby powstało specjalne, wzorcowe miasteczko robotnicze, Yorkship (późniejsze Fairview).
Od grudnia 1941 do sierpnia 1945 stocznię opuściło 26 dużych jednostek, w tym 1 pancernik, 2 wielkie krążowniki, 8 lekkich krążowników i 9 lekkich lotniskowców. W trakcie II wojny światowej brało udział 218 okrętów wojennych zbudowanych w New York Shipbuilding Corporation. W szczycie wojennej produkcji stocznia zatrudniała ponad 30 000 pracowników.
W latach 50. XX wieku miała miejsce ostatnia duża rozbudowa zakładów stoczni, gdy oddano do użytku nowy suchy dok o długości 335 metrów. W 1953 firmę przejęło Merritt Chapman Scott Corporation.
W latach 60. gwałtownie spadła liczba okrętów zamawianych przez siły zbrojne, co, wraz z rosnącą konkurencją stoczni zagranicznych, spowodowało zakończenie działalności New York Shipbuilding Corp. w październiku 1967. Ostatnim zbudowanym okrętem był zaopatrzeniowiec USS „Camden” (OE-2).
Wybrane statki i okręty zbudowane przez New York Shipbuilding:
- cywilne
  - SS „Manhattan”
  - SS „Washington”
  - NS „Savannah”
- wojenne
  - USS „Curtiss” (AV-4)
  - USS „Indianapolis” (CA-35)
  - USS „Kitty Hawk” (CV-63) – największa jednostka zbudowana przez NYSC pod względem tonażu
  - USS „Little Rock” (CL-92)
  - USS „Oklahoma” (BB-37)
  - USS „Princeton” (CVL-23)
  - USS „Reuben James” (DD-245)
  - USS „Saipan” (CVL-48)
  - USS „Saratoga” (CV-3)
  - USS „South Dakota” (BB-57)